# Durward Knowles
Sir Durward Knowles (Nassau, 2 novembre 1917 – Nassau, 24 febbraio 2018) è stato un velista bahamense.
Vanta otto partecipazioni ai Giochi olimpici. Pur essendo bahamense, sia di nascita che di nazionalità, alle sue prime Olimpiadi, quelle di Londra 1948, gareggiò per la Gran Bretagna. Partecipò alla sua ottava olimpiade a Seul 1988, ormai settantenne, a distanza di 16 anni dalla sua precedente partecipazione a Monaco 1972.
A seguito del decesso del pallanuotista ungherese Sándor Tarics, avvenuto nel maggio 2016, è divenuto il più anziano vincitore di medaglia d'oro alle Olimpiadi ancora vivente.

## Partecipazioni olimpiche
1. Giochi della XIV Olimpiade
2. Giochi della XV Olimpiade
3. Giochi della XVI Olimpiade
4. Giochi della XVII Olimpiade
5. Giochi della XVIII Olimpiade
6. Giochi della XIX Olimpiade
7. Giochi della XX Olimpiade
8. Giochi della XXIV Olimpiade

## Palmarès
- Oro a Tokyo 1964 (classe star)
- Bronzo a Melbourne 1956 (classe star)